# Lista de presidentes do Tribunal de Justiça de Goiás
Esta é uma lista de presidentes do Tribunal de Justiça do Estado de Goiás que engloba todos os desembargadores que presidiram a corte da sua criação, em 1.º de maio de 1874 até o novo eleito e atual ocupante, desembargador Leandro Crispim, eleito em 2024. Pela lei é o terceiro na linha sucessória no Governo do Estado de Goiás, atrás do presidente da Assembleia Legislativa de Goiás e do Vice-governador de Goiás, conforme a Constituição do Estado de Goiás.

## Segundo Reinado
| Lista de presidentes do Tribunal de Relação de Goiás | Lista de presidentes do Tribunal de Relação de Goiás | Lista de presidentes do Tribunal de Relação de Goiás | Lista de presidentes do Tribunal de Relação de Goiás | Lista de presidentes do Tribunal de Relação de Goiás | Lista de presidentes do Tribunal de Relação de Goiás | Lista de presidentes do Tribunal de Relação de Goiás |                  |
| N.º                                                  | Nome                                                 | Retrato                                              | Início do mandato                                    | Fim do mandato                                       | Presidente da Província de Goiás                     | Imperador do Brasil                                  | Refs. e notas    |
| ---------------------------------------------------- | ---------------------------------------------------- | ---------------------------------------------------- | ---------------------------------------------------- | ---------------------------------------------------- | ---------------------------------------------------- | ---------------------------------------------------- | ---------------- |
| 1                                                    | José Ascenço da Costa Ferreira                       |                                                      | 1 de maio de 1874                                    | 27 de outubro de 1874                                | Antero Cícero de Assis                               | Pedro II do Brasil                                   | [ 7 ] [ nota 1 ] |
| 2                                                    | Adriano Manoel Soares                                |                                                      | 27 de outubro de 1874                                | 1878                                                 | Antero Cícero de Assis                               | Pedro II do Brasil                                   | [ 8 ] [ 9 ]      |
| 3                                                    | José Antônio da Rocha                                |                                                      | 1878                                                 |                                                      | Luís Augusto Crespo                                  | Pedro II do Brasil                                   | [ 8 ] [ 9 ]      |

## Primeira República Brasileira
| Lista de presidentes do Tribunal da Relação de Goiás | Lista de presidentes do Tribunal da Relação de Goiás | Lista de presidentes do Tribunal da Relação de Goiás | Lista de presidentes do Tribunal da Relação de Goiás | Lista de presidentes do Tribunal da Relação de Goiás | Lista de presidentes do Tribunal da Relação de Goiás | Lista de presidentes do Tribunal da Relação de Goiás |
| N.º                                                  | Nome                                                 | Retrato                                              | Início do mandato                                    | Fim do mandato                                       | Presidente de Goiás (nomeador)                       | Refs e notas                                         |
| ---------------------------------------------------- | ---------------------------------------------------- | ---------------------------------------------------- | ---------------------------------------------------- | ---------------------------------------------------- | ---------------------------------------------------- | ---------------------------------------------------- |
| 3                                                    | José Antônio da Rocha                                |                                                      |                                                      | 26 de novembro de 1889                               | Luís Augusto Crespo                                  | [ 8 ] [ 10 ]                                         |
| 4                                                    | Francisco Manoel Paraíso Cavalcante                  |                                                      | 26 de novembro de 1889                               | 1891                                                 | Junta governativa goianense de 1889                  | [ 8 ] [ 10 ]                                         |
| 5                                                    | Coriolano Augusto de Loyola                          |                                                      | 1891                                                 | 22 de setembro de 1899                               | Rodolfo Gustavo da Paixão                            | [ 8 ] [ 10 ]                                         |
| 6                                                    | Olympio da Silva                                     |                                                      | 22 de setembro de 1899                               | 18 de agosto de 1905                                 | Urbano Coelho de Gouveia                             |                                                      |
| 7                                                    | Coriolano Augusto de Loyola                          |                                                      | 18 de agosto de 1905                                 | 8 de novembro de 1914                                | José Xavier de Almeida                               |                                                      |
| 8                                                    | Antônio Pereira de Abreu Júnior                      |                                                      | 8 de novembro de 1914                                | 18 de junho de 1915                                  | Salatiel Simões de Lima                              |                                                      |
| 9                                                    | Francisco Ferreira Martins Ribeiro                   |                                                      | 18 de junho de 1915                                  | 1923                                                 | Salatiel Simões de Lima                              |                                                      |
| 10                                                   | Emílio Francisco Póvoa                               |                                                      | 30 de novembro de 1923                               | 29 de julho de 1927                                  | Eugênio Rodrigues Jardim                             |                                                      |
| 11                                                   | Ayrosa Alves de Castro                               |                                                      | 29 de julho de 1927                                  | 29 de julho de 1929                                  | Brasil Ramos Caiado                                  |                                                      |
| 12                                                   | Benjamin de Luz Vieira                               |                                                      | 29 de julho de 1929                                  | 5 de dezembro de 1930                                | Alfredo Lopes de Morais                              |                                                      |

## Era Vargas(1930-1945)
| Lista de presidentes do Tribunal de Justiça do Estado de Goiás | Lista de presidentes do Tribunal de Justiça do Estado de Goiás | Lista de presidentes do Tribunal de Justiça do Estado de Goiás | Lista de presidentes do Tribunal de Justiça do Estado de Goiás | Lista de presidentes do Tribunal de Justiça do Estado de Goiás | Lista de presidentes do Tribunal de Justiça do Estado de Goiás |
| N.º                                                            | Nome                                                           | Retrato                                                        | Início do mandato                                              | Fim do mandato                                                 | Refs e notas                                                   |
| -------------------------------------------------------------- | -------------------------------------------------------------- | -------------------------------------------------------------- | -------------------------------------------------------------- | -------------------------------------------------------------- | -------------------------------------------------------------- |
| 13                                                             | João Francisco de Oliveira Godoy                               |                                                                | 2 de janeiro de 1931                                           | 19 de setembro de 1935                                         |                                                                |
| 14                                                             | Maurílio Augusto Curado Fleury                                 |                                                                | 19 de setembro de 1935                                         | 8 de abril de 1936                                             |                                                                |
| 15                                                             | Rodolpho Luz Vieira                                            |                                                                | 8 de abril de 1936                                             | abril de 1937                                                  |                                                                |
| 16                                                             | Antônio Perillo                                                |                                                                | abril de 1937                                                  | agosto de 1937                                                 |                                                                |
| 17                                                             | Rodolpho Luz Vieira                                            |                                                                | agosto de 1937                                                 | 8 de janeiro de 1938                                           |                                                                |
| 18                                                             | Dário Cardoso                                                  |                                                                | 8 de janeiro de 1938                                           |                                                                |                                                                |

## República Populista(1945-1964)
| N.º | Nome                           | Retrato | Início do mandato    | Fim do mandato         | Refs. e notas |
| --- | ------------------------------ | ------- | -------------------- | ---------------------- | ------------- |
| 18  | Dário Cardoso                  |         |                      | 14 de março de 1946    |               |
| 19  | Eládio de Amorim               |         | 14 de março de 1946  | 23 de julho de 1953    |               |
| 20  | José Campos                    |         | 23 de julho de 1953  | 31 de dezembro de 1954 | [ 11 ]        |
| 21  | Ovídio Nogueira Machado Júnior |         | 1 de janeiro de 1955 | 1 de janeiro de 1956   |               |
| 22  | Jorge de Moraes Jardim         |         | 1 de janeiro de 1956 | 1 de janeiro de 1957   |               |
| 23  | Clóvis Roberto Esselin         |         | 1 de janeiro de 1957 | 1 de janeiro de 1958   |               |
| 24  | Moacyr José de Moraes          |         | 1 de janeiro de 1958 | 1 de janeiro de 1959   |               |
| 25  | Maximiano da Matta Teixeira    |         | 1 de janeiro de 1959 | 1 de janeiro de 1960   |               |
| 26  | Alceu Galvão de Vellasco       |         | 1 de janeiro de 1960 | 1 de janeiro de 1961   |               |
| 27  | Francisco Martins de Araújo    |         | 1 de janeiro de 1961 | 22 de abril de 1961    | [ nota 2 ]    |
| 28  | Elísio Taveira                 |         | 22 de abril de 1961  | 1 de janeiro de 1962   |               |
| 29  | Hamilton de Barros Vellasco    |         | 1 de janeiro de 1962 | 1 de janeiro de 1963   |               |
| 30  | Antônio Diurivê Ramos Jubé     |         | 1 de janeiro de 1963 | 1 de janeiro de 1964   |               |

## Ditadura militar(1964-1985)
| Lista de presidentes do Tribunal de Justiça do Estado de Goiás | Lista de presidentes do Tribunal de Justiça do Estado de Goiás | Lista de presidentes do Tribunal de Justiça do Estado de Goiás | Lista de presidentes do Tribunal de Justiça do Estado de Goiás | Lista de presidentes do Tribunal de Justiça do Estado de Goiás |
| N.º                                                            | Nome                                                           | Retrato                                                        | Início do mandato                                              | Fim do mandato                                                 |
| -------------------------------------------------------------- | -------------------------------------------------------------- | -------------------------------------------------------------- | -------------------------------------------------------------- | -------------------------------------------------------------- |
| 31                                                             | Geraldo Bonfim de Freitas                                      |                                                                | 1 de janeiro de 1964                                           | 1 de janeiro de 1965                                           |
| 32                                                             | Paranahyba Pirapitinga Santana                                 |                                                                | 1 de janeiro de 1965                                           | 1 de janeiro de 1966                                           |
| 33                                                             | Everardo de Souza                                              |                                                                | 1 de janeiro de 1966                                           | 1 de janeiro de 1967                                           |
| 34                                                             | Manoel Amorim Félix de Sousa                                   |                                                                | 1 de janeiro de 1967                                           | 1 de janeiro de 1968                                           |
| 35                                                             | Fausto Xavier de Rezende                                       |                                                                | 1 de janeiro de 1968                                           | 1 de janeiro de 1969                                           |
| 36                                                             | Romeu Pires de Campos Barros                                   |                                                                | 1 de janeiro de 1969                                           | 1 de janeiro de 1970                                           |
| 37                                                             | Clenon de Barros Loyola                                        |                                                                | 1 de janeiro de 1970                                           | 1 de janeiro de 1971                                           |
| 38                                                             | Rivadávia Licínio de Miranda                                   |                                                                | 1 de janeiro de 1971                                           | 1 de janeiro de 1972                                           |
| 39                                                             | Renato Coelho                                                  |                                                                | 1 de janeiro de 1972                                           | 1 de janeiro de 1973                                           |
| 40                                                             | Firmo Ferreira Gomes de Castro                                 |                                                                | 1 de janeiro de 1973                                           | 1 de janeiro de 1974                                           |
| 41                                                             | Arinam de Loyola Fleury                                        |                                                                | 1 de janeiro de 1974                                           | 1 de janeiro de 1975                                           |
| 42                                                             | Emílio Fleury de Brito                                         |                                                                | 1 de janeiro de 1975                                           | 1 de janeiro de 1976                                           |
| 43                                                             | Geraldo Magella Franklin Ferreira                              |                                                                | 1 de janeiro de 1976                                           | 1 de janeiro de 1978                                           |
| 44                                                             | Paulo de Amorim                                                |                                                                | 1 de janeiro de 1978                                           | 1 de janeiro de 1980                                           |
| 45                                                             | Celso Fleury                                                   |                                                                | 1 de janeiro de 1980                                           | 1 de janeiro de 1982                                           |
| 46                                                             | Leôncio Pinheiro de Lemos                                      |                                                                | 1 de janeiro de 1982                                           | 1 de janeiro de 1984                                           |
| 47                                                             | Geraldo Crispim Borges                                         |                                                                | 1 de janeiro de 1984                                           |                                                                |

## Nova República(1985-2025)
| N.º | Nome                        | Retrato                | Início do mandato      | Fim do mandato         | Refs. e notas |
| --- | --------------------------- | ---------------------- | ---------------------- | ---------------------- | ------------- |
| 47  | Geraldo Crispim Borges      |                        |                        | 1 de janeiro de 1986   |               |
| 48  | João Canedo Machado         |                        | 1 de janeiro de 1986   | 1 de janeiro de 1988   |               |
| 49  | Messias de Souza Costa      |                        | 1 de janeiro de 1988   | 1 de fevereiro de 1989 |               |
| 50  | Des. Fenelon Teodoro Reis   |                        | 1 de fevereiro de 1989 | 1 de fevereiro de 1991 |               |
| 51  | Mauro Campos                |                        | 1 de fevereiro de 1991 | 1 de fevereiro de 1993 |               |
| 52  | Homero Sabino de Freitas    |                        | 1 de fevereiro de 1993 | 1 de fevereiro de 1995 |               |
| 53  | Lafaiete Silveira           |                        | 1 de fevereiro de 1995 | 1 de fevereiro de 1997 |               |
| 54  | Tharife Oscar Abrão         |                        | 1 de fevereiro de 1997 | 1 de fevereiro de 1999 |               |
| 55  | Byron Seabra Guimarães      |                        | 1 de fevereiro de 1999 | 1 de fevereiro de 2001 | [ 12 ]        |
| 56  | Jamil Pereira de Machado    |                        | 1 de fevereiro de 2001 | 1 de fevereiro de 2003 |               |
| 57  | Arivaldo da Silva Chaves    |                        | 1 de fevereiro de 2003 | 1 de fevereiro de 2005 | [ 13 ]        |
| 58  | José Lenar de Melo Bandeira |                        | 1 de fevereiro de 2005 | 1 de fevereiro de 2007 | [ 14 ]        |
| 59  | Paulo Maria Teles Antunes   |                        | 1 de fevereiro de 2007 | 1 de fevereiro de 2009 | [ 15 ]        |
| 60  | Vitor Barbosa Lenza         |                        | 1 de fevereiro de 2009 | 1 de fevereiro de 2011 | [ 16 ]        |
| 61  | Leobino Valente Chaves      |                        | 1 de fevereiro de 2011 | 1 de fevereiro de 2013 |               |
| 62  | Ney Teles de Paula          |                        | 1 de fevereiro de 2013 | 1 de fevereiro de 2015 | [ 17 ] [ 18 ] |
| 63  | Leobino Valente Chaves      |                        | 1 de fevereiro de 2015 | 1 de fevereiro de 2017 | [ 19 ]        |
| 64  | Gilberto Marques Filho      |                        | 1 de fevereiro de 2017 | 1 de fevereiro de 2019 | [ 20 ]        |
| 65  | Walter Carlos Lemes         |                        | 1 de fevereiro de 2019 | 1 de fevereiro de 2021 | [ 21 ]        |
| 66  | Carlos Alberto França       |                        | 1 de fevereiro de 2021 | 1 de fevereiro de 2023 | [ 22 ]        |
| 66  | Carlos Alberto França       | 1 de fevereiro de 2023 | 1 de fevereiro de 2025 | [ 23 ] [ nota 3 ]      |               |
| 67  | Leandro Crispim             |                        | 1 de fevereiro de 2025 | atualidade             | [ 4 ]         |